# سالینا (آریزونا)
سالینا (به انگلیسی: Salina) یک منطقهٔ مسکونی در ایالات متحده آمریکا است که در آریزونا واقع شده‌است. سالینا ۱٬۹۹۴ متر بالاتر از سطح دریا واقع شده‌است.